# Картел Зетас
Лос зетас (шп. Los Zetas) је један од најмоћнијих нарко-картела у Мексику и америчка Управа за сузбијање дроге га је означила као најнасилнији нарко-картел и паравојну групу у Мексику. Лос зетас је криминална организација која се углавном бави међународном трговином дрогом, атентатима, изнудама, киднаповањима, као и другим криминалним активностима. Овај нарко-картел, који данас предводи Хериберто Лазкано, основала је група од преко 30 дезертера из ГАФЕ, специјалне јединице мексичке војске, а међу њеним члановима су и бројни бивши припадници федералних, државних и локалних полицијских снага, као и бивши припадници специјалних снага Каибилес из Гватемале.
Лос зетас је првобитно била војно крило и приватна плаћеничка војска Заливског картела, али након хапшења вође тог картела, Осијела Карденаса Гвиљена, ова два ентитета су постала комбинована организација за трговину дрогом, с тим што су Лос зетас имали активније вођство у трговини дрогом. Међутим, 2010. године, Лос зетас су почели да делују независно од својих првобитних шефова из Заливског картела. Распад савеза између Лос зетас и Заливског картела је довео до крвавог рата за територију, највише у мексичким државама Нови Леон и Тамаулипас.
Лос зетас су извршили бројне масакре и терористичке нападе на цивиле, укључујући Напад на казино у Монтереју 2011, кад је убијено 52 људи, Масакр у Тамаулипасу 2010, где је убијено 72 мигранта, Масакр у Тамаулипасу 2011, кад је убијено 193 људи, масакр над 27 фармера у Гватемали, и Бомбашки напад у Морелији 2008, ком приликом је убијено 8 а повређено преко 100 људи. Осим тога, по неким изворима, Лос зетас би могли бити одговорни и за смрт 249 људи у Масакрима у Дурангу 2011. и за Експлозију Пуебла нафтовода 2010, у којој је погинуло 28 људи, повређено 52, и оштећено преко 115 кућа.